# Chloressigsäureethylester
Chloressigsäureethylester ist eine chemische Verbindung aus der Gruppe der substituierten Carbonsäureester und organischen Chlorverbindungen.

## Darstellung
Chloressigsäureethylester kann durch eine Kondensationsreaktion (Veresterung) von Chloressigsäure und Ethanol hergestellt werden.
Ferner ist eine Synthese aus Dichlorvinylethylether beschrieben.

## Eigenschaften
Chloressigsäureethylester ist ein entzündliche, farblose, tränenreizende Flüssigkeit mit stechendem Geruch, welche wenig löslich in Wasser ist. Sie besitzt eine dynamische Viskosität von 1,27 mPa·s bei 20 °C.

## Verwendung
Chloressigsäureethylester wird als Lösungsmittel und bei organischen Synthesen verwendet.

## Sicherheitshinweise
Die Dämpfe von Chloressigsäureethylester können mit Luft ein explosionsfähiges Gemisch (Flammpunkt 54 °C, Zündtemperatur 452 °C, untere Explosionsgrenze 2,6 Vol.-%) bilden.